# 아들찾아 삼만리
《아들찾아 삼만리》는 SBS TV에서 2007년 11월 2일부터 2008년 1월 25일까지 방영된 SBS 금요드라마이다.

## 등장 인물

### 주요 인물
- 소유진 : 나순영 역
- 이훈 : 강계필 역
- 오민석 : 강승호 역
- 이채영 : 송희주 역
- 이태승 : 강일동 역

### 그외 인물들
- 사미자 : 장석금 역
- 주현 : 강상기 역
- 양금석 : 이난희 역
- 최란 : 남현숙 역
- 신지수 : 나정민 역
- 강유미 : 박정나 역
- 정욱 : 조성태 역
- 유승봉 : 송회장 역
- 이기열 : 소부사장 역
- 김동균 : 사부장 역
- 김민수 : 홍비서 역
- 서동원 : 서방교 역
- 황효은 : 이제니 역
- 정보름 : 마리아 / 마봉실 역
- 김다혜 : 이진주 역
- 박광수 : 왕유식 역
- 박선준 : 용가휘 역

## 사운드트랙
- Twilight Melody
- Funny Story
- Loneliness
- 아빠, 엄마 그리고...
- 그대를 만나서

## 결방
- 2007년 12월 28일 : 9시 55분부터 <SBS 연예대상> 편성으로 인해 결방[1]

## 편성 변경
- 2007년 11월 30일 : 11시 5분부터 특집 <SBS 대선후보> 초청대담 <이회창 후보> 편성[2]으로 인해 1회만 방영
- 2007년 12월 7일 : 11시 5분부터 대선후보 검증토론 <이인제 후보> 편성[3]으로 인해 1회만 방영
- 2007년 12월 14일 : 11시 5분부터 대선후보 검증토론 <이명박 후보> 편성[4]으로 인해 1회만 방영

## 참고 사항
- 정욱을 자사 일일극 <그 여자가 무서워>와 해당 작품에 동시에 출연하였다.[5]
- 색다른 소재의 드라마였지만 판에 박힌 계모 캐릭터와 재벌 2세 캐릭터로 시청자의 지적을 받기도 했다.[6]
- 밤 11시대 시청률 1위를 기록하였다.[7]
- 해당 드라마에 출연했던 이훈은 총 출연료 1억 800만 원 중 5천여만 원을 받지 못했고 소유진 역시 6천만 원의 출연료가 미지급되었다. 이에 해당 드라마 출연진들이 2008년 8월 법원에 출연료 지급청구 소송을 제기해야 했다.[8]